# Anneliese Fleyenschmidt

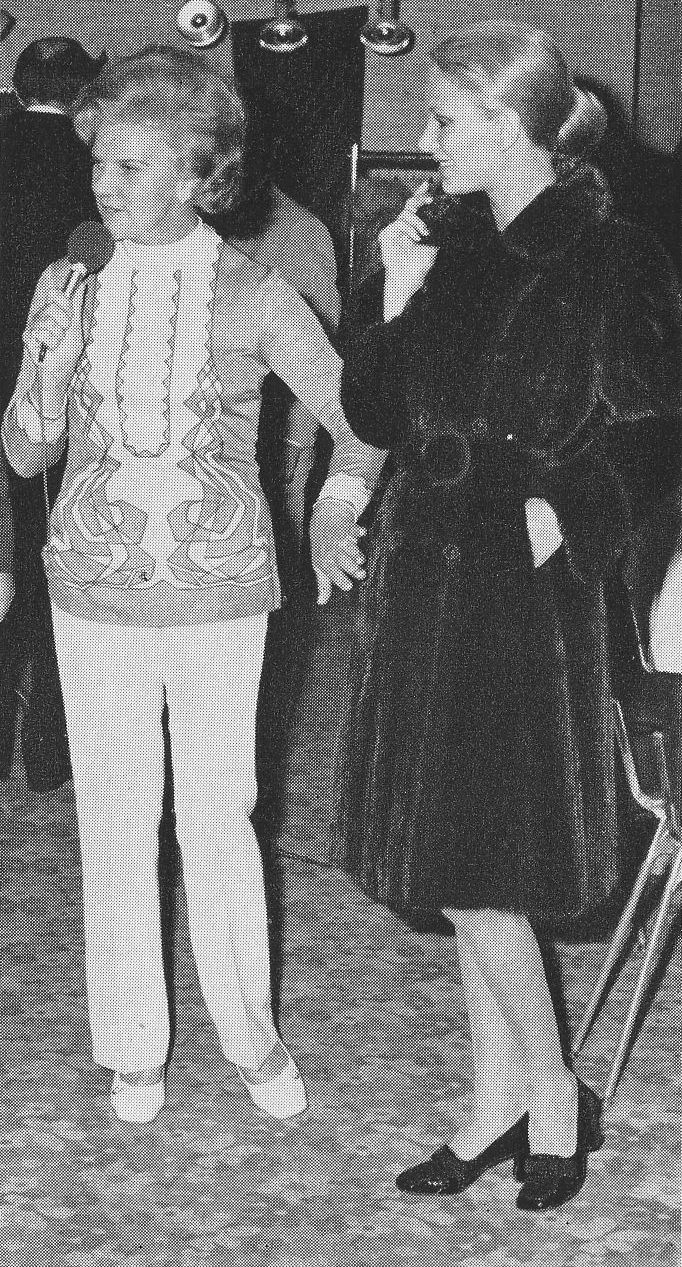
Anneliese Fleyenschmidt (links) mit Ingeborg Martin, der Miss Germany 1973, anlässlich der Neueröffnung eines Münchener Pelz-Konfektionärs

Anneliese Fleyenschmidt (* 14. November 1919 als Anneliese Schmidt in Fley, heute Ortsteil von Hagen; † 23. Mai 2007 in München), verheiratete Anneliese Arneth, war ab 1954 eine der ersten Fernsehansagerinnen und später eine der bekanntesten Fernsehmoderatorinnen des Bayerischen Rundfunks.

## Leben
Fleyenschmidt, Tochter eines Mittelschulrektors, studierte Zeitungswissenschaft, Literatur- und Theatergeschichte in München. Nach Schauspielunterricht bei Otto Falckenberg und einigen Engagements in Hannover und München war sie ab 1945 für den BR zunächst als Schauspielerin und Sprecherin für Hörspiele tätig, wenig später auch als Reporterin im Zeitfunk. Der Namenszusatz Fleyen- entstand im Hinblick auf ihren Geburtsort Fley.
Von 1965 bis 1988 gehörte sie zum Rateteam der ARD-Sendung „Was bin ich?“ mit Robert Lembke, in dem sie sich mit Marianne Koch abwechselte. Daneben moderierte sie Sendungen jeglicher Couleur, von Automagazinen über Modenschauen bis zu Volksmusik, regelmäßig auch die Abendschau des Bayerischen Fernsehens und fünf Jahre lang „Hier und Heute“ beim WDR Fernsehen.
Auf Betreiben des späteren Oberbürgermeisters Erich Kiesl wurde Fleyenschmidt für die CSU auf die Wahlliste für den Münchner Stadtrat 1978 gesetzt; sie erhielt nach Kiesl selbst die zweitmeisten Stimmen. Die Legislaturperiode endete 1984. 1984 erhielt sie in Anerkennung ihrer Verdienste die Goldene Medaille des Bayerischen Rundfunks.
Anneliese Fleyenschmidt war mit dem Regisseur Otto Arneth (1913–1981) verheiratet. Sie starb im Mai 2007 im Alter von 87 Jahren. Die Familiengrabstätte befindet sich im alten Teil des Waldfriedhofs München.
Im Münchner Stadtteil Altperlach ist die Anneliese-Fleyenschmidt-Straße nach ihr benannt.

## Hörspiele
- 1948: Wolfgang Borchert: Draußen vor der Tür – Regie: Walter Ohm (Radio München)

## Schriften
- Wir sind auf Sendung. Heiteres vor und hinter den Kameras. Schulz, München/Percha 1972.
- mit Josef Blaumeiser: Sa-tierisches und "Fabel"-haftes. Herbig, München 1976.